# Ishania tentativa
Ishania tentativa är en spindelart som beskrevs av Chamberlin 1925. Ishania tentativa ingår i släktet Ishania och familjen Zodariidae.
Artens utbredningsområde är Costa Rica. Inga underarter finns listade i Catalogue of Life.